# Дзержински рејон (Краснојарска Покрајина)
Дзержински рејон (рус. Дзержинский район) је општински рејон у централном делу Краснојарске Покрајине, Руске Федерације.
Административни центар рејона је насеље Дзержинскоје (рус. Дзержинское). 
Рејон је смештен у централном делу Краснојарске Покрајине, у сливу реке Усолк. Дужина округа од севера ка југу је 66 километара, а од запада ка истоку 103 километара. Удаљеност од најближе железничке станице у Канску је 84 километара.
Суседни рејони и области су:
- север: Тасејевски рејон
- исток: Абански рејон
- југ: Кански рејон
- запад: Сухобузимски рејон

Укупна површина рејона је 3.610 km².
Укупан број становника је 13.909 (2014)